# 게류
게류(憩流)는 조류의 방향이 바뀌기 전, 멈춰있는 상태의 조류를 말한다.
스쿠버 다이빙을 할 때에는 물의 흐름이 없는 게류 상태일 때가 유리하다.

## 같이 보기
- 안정성 이론